# クズマ・デレビヤンコ

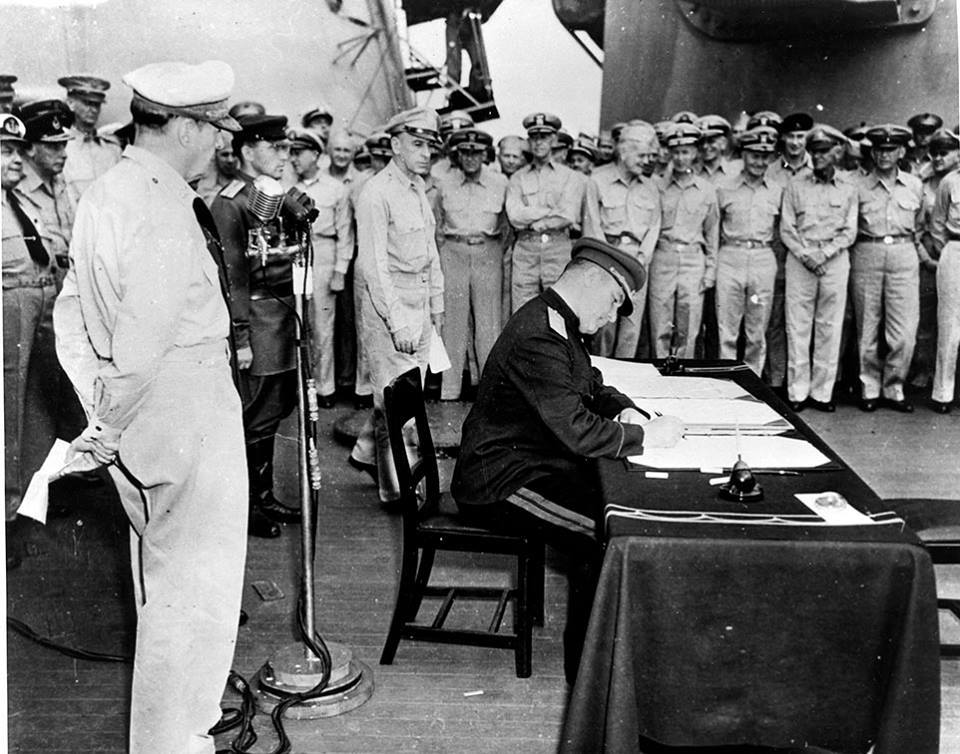
太平洋戦争を公式に終結させた短い式典で、ソビエト連邦を代表するデレビヤンコ中将は、戦艦ミズーリに乗って降伏の文書に署名した。

クズマ・ニコラエヴィチ・デレビヤンコ（ウクライナ語: Кузьма Миколайович Дерев'янко, ラテン文字転写: Kuzma Mykolaiovych Derevyanko; ロシア語: Кузьма́ Никола́евич Деревя́нко, ラテン文字転写: Kuzma Nikolayevich Derevyanko; 1904年11月14日（ユリウス暦11月1日） - 1954年12月30日）は、ウクライナの軍人。ソ連軍中将。ジェレヴャンコとも表記。

## 生涯
デレビヤンコは1904年11月14日にロシア帝国（現ウクライナ）キエフ県コセニウカ村に生まれた。
1945年4月赤軍を指揮しウィーン攻勢、5月8日にドイツ軍が無条件降伏、6月5日にベルリン宣言により連合国によるドイツ占領統治が始まった。
デレビヤンコ（当時第35軍参謀長）は、8月のポツダム宣言受諾による終戦で、第二次世界大戦とそれに伴う太平洋戦争を終結させる休戦協定の式典で、連合国ソビエト連邦代表になり日本に向かった。
1945年9月2日朝、東京湾に停泊している戦艦ミズーリでの降伏文書調印式に、ソ連代表で参加。
最後に到着した大日本帝国側は、昭和天皇の代理として重光葵を代表に大日本帝国陸軍、帝国海軍の軍人ら全11名を黙って迎えた。式典はマッカーサー将軍がマイクで声明を述べ始まった。約半時間の降伏式が世界中に放送された 。
9月2日午前9時17分にミズーリ艦上でデレビヤンコも文書に署名した。
占領下の日本では、1947年7月までGHQの諮問機関対日理事会（最高決定機関極東委員会の出先機関）でソ連代表を務めた。
広島と長崎で行った原爆調査時の放射線被曝により発症し、数年間の闘病の後、1954年12月30日、膵臓癌により50歳で亡くなった。
1955年1月3日、モスクワのノヴォデヴィチ墓地に埋葬された。
2007年、彼は死後ウクライナ英雄の称号を授与された。

## 受勲
- ウクライナ英雄
- レーニン勲章2回
- 赤旗勲章2回
- スヴォーロフ勲章一等
- クトゥーゾフ勲章一等
- ボグダン・フメリニツキー勲章
- 赤星勲章
- 1941-1945大祖国戦争対独戦勝記章
- 対日戦勝記章
- ブダペスト占領記章
- ウィーン占領記章
- 労農赤軍20年「労働者と農民の赤軍のXX年」
- ジュビリーメダル「ソビエト陸海軍の30年」